# Luis Gómez Mesa
Luis Gómez Mesa (Madrid, 28 de marzo de 1902-íd., 8 de noviembre de 1986) fue un periodista, crítico cinematográfico, escritor, historiador del cine y profesor español. Está considerado como uno de los primeros estudiosos de la historia del cine en España.

## Biografía
Gómez nació en una familia acomodada e ilustrada. Su padre era el escritor Miguel Gómez Cano, y su abuelo, Valentín Gómez, había sido miembro de la Real Academia Española. Sus hermanos mayores le transmitieron su afición por el cine y marcaron de esta forma su futuro. Se licenció en Derecho en la Universidad Central de Madrid.
Muy pronto comenzó a escribir en publicaciones especializadas, como la barcelonesa El  Cine o el semanario Popular Film, en el que dirigió la redacción madrileña entre 1928 y 1931. También en la revista cultural La Gaceta Literaria. Colaboró igualmente en medios generalistas como el diario ABC y Unión Radio. Su libro Los films de dibujos animados (1930) está considerado el primero escrito en todo el mundo sobre la materia.
En 1931 participó en el Congreso Hispano-Americano de Cinematografía. Fue uno de los impulsores en España del estudio universitario de la cinematografía, que se inició con el primer Curs Universitari de Cinema que impartió la Universidad de Barcelona en 1932. En 1933 fue uno de los fundadores del Grupo de Escritores Cinematográficos Independientes (GECI), primer intento asociativo del sector.
Hombre de ideas conservadoras, durante la Guerra civil tomó partido por el bando vencedor, lo que le permitió continuar su carrera en España durante la posguerra. Fue crítico cinematográfico del diario Ya y, más tarde, del falangista Arriba. Vinculado tanto al sector falangista como al católico del régimen franquista, fue vocal de la Junta Superior de Censura Cinematográfica.
En 1945 fue uno de los fundadores del Círculo de Escritores Cinematográficos, asociación que intentó retomar la tradición del GECI.
Ejerció también la docencia. Fue profesor de Historia del Cine en el Instituto de Investigaciones y Experiencias Cinematográficas (IIEC), y de Historia y Crítica de Cine en la Escuela Oficial de Periodismo. Asimismo impartió cursos de verano en la Universidad de Valladolid y en la Universidad Internacional Menéndez Pelayo.
Escribió también en las revistas Fotogramas, Blanco y Negro, Revista Internacional del Cine y Cinema 2000. Asistió a diversos festivales internacionales e intervino como miembro del jurado en los de Cannes y Venecia.

## Premios
Medallas del Círculo de Escritores Cinematográficos
| Año  | Categoría             | Resultado |
| ---- | --------------------- | --------- |
| 1945 | Mejor labor crítica   | Ganador   |
| 1962 | Mejor labor literaria | Ganador   |
| 1972 | Mejor labor literaria | Ganador   |
| 1983 | Premio especial       | Ganador   |

## Obras
- Los films de dibujos animados, 1930.
- Variedad de la pantalla cómica (Una gran clase de cinema), 1932.
- Autenticidad del cinema (Teorías sin trampa), 1936.
- La literatura española en el cine nacional, 1907-1977. Documentación y crítica, 1978.